# جينات قطبية الأجزاء
جينات قطبية الأجزاء هو مصطلح عام للجين الذي يتمثل طوره في تحديد نمط الأنسجة في كل وحدة مكررة من الكائن الحي المجزأ. في ذبابة الفاكهة سوداء البطن، تساعد جينات قطبية الأجزاء على تحديد الأقطاب الأمامية والخلفية داخل كل الأجزاء النظيرة الجنينية عن طريق تنظيم نقل الإشارات عبر مسار وينت للإشارات ومسار هيتجهوج للإشارات. تظهر جينات قطبية الأجزاء في الجنين عقب ظهور جينات الفجوة والجينات ذات القاعدة الزوجية. ومن أكثر الأمثلة شيوعًا على هذه الجينات هي الجين المسنن وعنب الثعلب في ذبابة الفاكهة سوداء البطن.